# باول بودري
باول بودري هو اقتصادي كندي، ولد في 22 مارس 1960 في مونتريال في كندا.